# Pseudotolna leucomelas
Pseudotolna leucomelas är en fjärilsart som beskrevs av M.Gaede 1939. Pseudotolna leucomelas ingår i släktet Pseudotolna och familjen nattflyn. Inga underarter finns listade.